# ГЕС Peixe Angical
ГЕС Peixe Angical — гідроелектростанція в Бразилії у штаті Токантінс. Знаходячись між ГЕС Сан-Сальвадор (вище по течії) та ГЕС Luis Eduardo Magalhães, входить до складу каскаду на річці Токантінс, яка починається на Бразильському нагір'ї неподалік столиці країни Бразиліа та тече на північ до впадіння в річку Пара (правий рукав дельти Амазонки). Також можна відзначити, що існують плани спорудження нижче від станції Peixe Angical ще однієї ГЕС Іпуейрас.
У межах проекту річку перекрили комбінованою греблею висотою до 41,4 метра та загальною довжиною 6148 метрів. Вона включає центральну ділянку з ущільненого котком бетону, на яку використали 893 тис. м3 матеріалу, та бічні земляні/кам'яно-накидні частини, що потребували 7,1 млн м3 породи. Ця споруда утримує водосховище з площею поверхні 294 км2, глибиною від 9 до 31 метра та об'ємом 2,74 млрд м3 (корисний об'єм 0,5 млрд м3), рівень поверхні якого в операційному режимі може змінюватись між позначками 261 та 263 метра НРМ (у випадку повені може зростати до 265,2 метра НРМ). Враховуючи велику водність річки, водоскиди здатні забезпечити пропуск 37 тис. м3/с.
Інтегрований у греблю машинний зал обладнано трьома турбінами типу Каплан потужністю по 153,1 МВт, які при напорі у 26,4 метра забезпечують виробництво 2374 млн кВт-год електроенергії на рік.
Видача продукції відбувається по ЛЕП, розрахованій на роботу під напругою 500 кВ.
Проект належить португальській компанії Energias de Portugal (EDP, 60 %) та місцевій Furnas (40 %).